# شيمبتر بري غريتسي
شيمبتر بري غريتسي (بالإنجليزية: Šempeter pri Gorici)‏ هي مستوطنة تقع في سلوفينيا في Slovenian Littoral.[بحاجة لمصدر] يقدر عدد سكانها بـ 3,865 نسمة وترتفع عن سطح البحر 72 متر.

## أعلام
- توماج بولشينا
- ساشا دونتشيتش
- ميخا زايتس
- أنطونيو أبيتي
- انطون نانوت
- فالتر بيرسا